# 中華民國大陸時期文化
中华民国大陸時期的文化是指1912年至1949年间的中国文化。民国初年的新文化運動对中国文化影响深远，它標誌著中國知識分子顛覆中國中心主義，否認自身的文化價值，認同西方文化以及民主共和制，走向了歐洲中心主義。在新文化運動的影响下，以陈独秀为代表的激进派提倡民主與科學，批判傳統文化，傳播馬克思主義思想；以胡適為代表的溫和派，則反對馬克思主義，支持白話文運動，主張以實用主義代替儒家學說。

## 教育
1905年新文化運動後，在中国持續了1300多年科舉制度被废除，不再考试八股文。1912年，中华民国建立后，仿照日本国的教育制度建立了自己的教育制度。
1920年，北洋政府规定停止使用文言文教科书，改用白话文教学。
1922年，北洋政府仿照美国教育制度，刊布了《学校系统改革案》，规定小学、中学（初中、高中）各6年，大学4至6年，课程也进行了改革。
1929年，中华民国的高等学校已有70多所。
1937年，中华民国的高等学校已有91所。
蔡元培担任国立北京大学校长之时，改革了招生制度，彻底杜绝了优质大学被官僚、商人的没有真才实学的纨绔子弟入学，提出读书并不是为了求官求富，讲究德、智、体、美、劳全面发展。1920年，国立北京大学开始招女学生，是当时中华民国的首例。
胡适早期也在国立北京大学执教，胡适为人具有兼容并蓄的包容精神，讲究教育不分党派不分阶层，当时国立北京大学已经招收了中国共产党和中国国民党的学生，两派势不两立，经常为了一些事情在礼堂吵闹，有一次，胡适在礼堂的时候，受中国共产党影响的学生站起来指着胡适大骂“汉奸！汉奸！汉奸！”，胡适心平气和地说，“这个屋子里没有汉奸。”
陶行知提出了“生活教育论”，主张“生活即教育”、“社会即学校”、“教学合一”，1927年，他在南京郊区建立了“晓庄师范学校”，践行自己的教育理论。

## 文字
由于西方人认为文字体系的发展必须经由表词文字、到音节文字、再到字母文字的阶段。“文字发展三段论（形意文字→意音文字→拼音文字）”这套单一起源、单线发展的文字进化理论主宰了西方学术界。中國的象形文字被认为停留於原始的進化的初階，不能適合現代人的需要，是中国文化发展的障碍。钱玄同与鲁迅、陈独秀一致认为中国文化已成僵死之物，想保种救国，非废灭汉文及中国历史。
- 1918年，中华民国教育部公布第一套法定的37个民族字母形式的注音字母方案，特点是采用符号表示声调，这虽然不是一种直接的拉丁化方案，但用符号表示声调的方法却延续到汉语拼音方案。
- 1928年，中华民国教育部公布第一套法定的拉丁化拼音方案-国语罗马字（简称国罗），特点是用字母的拼法来表示汉语的声调。
- 1935年，中华民国教育部公布“第一批简体字表”，共三百二十四字。不過，此次簡化卻引起了軒然大波，考試院院長戴季陶尤為反對。1936年2月教育部奉行政院命令，訓令“簡體字應暫緩推行”。

## 文学
新文化运动中，文学革命兴起，去掉晦涩的文言文，起用白话文。
这一时期文学蓬勃发展，涌现了一大批杰出的小说家、戏剧家、诗人、杂文家等，如鲁迅、郭沫若、茅盾、巴金、老舍、叶绍钧（叶圣陶）。
鲁迅的小说集《呐喊》、郭沫若的诗集《女神》，是新文化运动中有名的作品。
1930年代，曹禺的戏剧《雷雨》取得成功，当时有诗赞美“当年海上惊《雷雨》”。当时，茅盾的《子夜》、巴金的《家》、老舍的《骆驼祥子》、沈从文的《边城》、钱锺书的《围城》，以及“鸳鸯蝴蝶派”的小说都很有名。

## 艺术

### 绘画
中华民国早期的著名水墨画画家有徐悲鸿、齐白石，徐悲鸿的画技融合中西，他擅长画马；齐白石融合传统水墨画和民间绘画，擅长画虾、花、鸟、鱼等。

### 音乐
中华民国早期的音乐主要是放映抗击大日本帝国侵略者的题材，如田汉、聂耳的《义勇军进行曲》；冼星海的《黄河大合唱》等。

### 电影
1896年，西方无声电影传入中国，首先在上海放映。
1905年，中国人拍摄了自己的第一部电影，京剧《定军山》，上映的时候“万人空巷”。
1930年代，中华民国第一部有声电影《歌女红牡丹》出品。
1940年代，中国共产党利用有声电影这门新技术拍摄了一批放映中国国民党的腐败统治的题材作品，更多的争取了民心士气，如《一江春水向东流》。
中华民国首次在国际上得奖的电影及其制作人员是蔡楚生和其《渔光曲》。

## 不纏足運動
中国的缠足习俗起源於北宋。到明清時代，纏足逐漸普及於一般階層婦女。满族人沒有接受漢人的纏足風俗，清廷曾多次下令禁止婦女「束發裹足」。漢人則认为缠足乃汉人民俗，刻意保留，所謂男降女不降，纏足比以前更甚。
1912年3月13日，中華民國臨時大總統孫中山也發布命令通飭全國勸禁纏足，不纏足運動更加轟轟烈烈地在全國展開。至此，“纏足”在法令上得到禁止，中國的纏足風俗開始從沿海大城市消失，並逐漸影響到內陸地區。

## 科技
- 1912年，詹天佑在广东省广州市建立“中华工程师学会”，到1949年，各科技团体已经有150多家。[2]
- 1928年，中华民国国民政府成立了“中央研究院”，蔡元培担任院长，这乃是当时中华民国最高的学术、科研研究机构，它有院士81人，建立了学术评议制度和院士制度。[1]同时期，北平研究院、中国西部科学院等相继建立。[2]
- 1930年，中央研究院建立了物理、化学、工程、地质、天文等研究所，一大批杰出的科学家都在这里任职。[1]为了改变当时国家落后于欧美诸国的局面，他们勇于探索，取得了众所公认的成就。[1]如，地质学家李四光，在1920年代提出“地质力学”理论，从而在各地发现了石油资源，否定了西方科学家所谓“中国贫油论”；[1]
- 化学家侯德榜，1926年生产出当时亚洲的第一批纯碱，商标名“红三角”，在美国费城万国博览会、瑞士国际商品展览会得奖，1939年，他发明了“联合制碱法”，又称“侯氏制碱法”，该技术是当时世界科学前沿技术；[1]
- 数学家陈建功、苏步青、华罗庚等在函数、微分几何学、堆垒数论等领域有卓越贡献；[2]
- 桥梁家茅以升，1933年设计制造了“钱塘江大桥”，1937年建成了中华民国第一座公路、铁路双层大桥。[1]
- 气象家竺可桢对气象学有深厚研究；[2]
- 梁思成对中国古典建筑进行了探讨和发掘。[2]

## 后人评价
现今中国大陆的高中历史教科书（人民教育出版社版本）中对于中华民国早期的文化的描述是：“中国共产党人把马克思主义的普遍真理同中国革命的具体实践结合起来的不懈奋斗，进步知识分子的努力追求，使该时期文化领域不断发生着光明与黑暗、进步与反动的冲突。宣传进步、反对落后、追求民主、抨击独裁，讴歌民族独立、反抗外来侵略和本国投降主义，成为民国时期文化领域的主旋律。”但是，当时的中国共产党尚未取得中国大陆政权，在文化领域也没有取得主体地位。

### 引用
1. 1 2 3 4 5 6 7 8 9 10 11 12 13 14 15 16 17 18 19 20 21 22 23 24  刘林生. . 长沙市: 岳麓书社. 1997-06-01: 71页到75页. ISBN 7-80520-936-7 （中文（简体））.
2. 1 2 3 4 5 6 7 8 9 10 11 12 13  人民教育出版社历史室. . 北京市: 人民教育出版社. 2003-12-01: 77页到84页. ISBN 7-107-15194-0 （中文（简体））.
3. ↑  唐德剛，《晚清七十年(1)中國社會文化轉型綜論》，遠流出版, 1998年
4. ↑  .   [2015-08-03]. （原始内容存档于2021-09-07）.
5. ↑  .   [2015-08-03]. （原始内容存档于2015-09-19）.
6. ↑  《历史哲学》，王造时译，三联书店出版社1956年12月第1版
7. ↑  钱玄同，《钱玄同日记》，福建教育出版社
8. ↑  唐德剛：《書緣與人緣》（瀋陽：遼寧教育出版社，1998），頁166。
9. ↑  福格《听雨丛谈》卷七
10. ↑  唐德剛：《書緣與人緣》，頁163。
11. ↑  唐德剛：《書緣與人緣》，頁166。